# Limnephilus taloga
Limnephilus taloga är en nattsländeart som beskrevs av Ross 1938. Limnephilus taloga ingår i släktet Limnephilus och familjen husmasknattsländor. Inga underarter finns listade i Catalogue of Life.